# Кіннікіннік (Вісконсин)
Кіннікіннік (англ. Kinnickinnic) — місто (англ. town) в США, в окрузі Сент-Круа штату Вісконсин. Населення — 1815 осіб (2020).

## Демографія
Згідно з переписом 2010 року, у місті мешкали 1722 особи в 609 домогосподарствах у складі 511 родини. Було 634 помешкання
Расовий склад населення:
| - 96,1 % — білих - 2,4 % — азіатів - 0,5 % — чорних або афроамериканців - 0,3 % — корінних американців |

До двох чи більше рас належало 0,7 %. Частка іспаномовних становила 1,3 % від усіх жителів.
За віковим діапазоном населення розподілялося таким чином: 24,8 % — особи молодші 18 років, 65,5 % — особи у віці 18—64 років, 9,7 % — особи у віці 65 років та старші. Медіана віку мешканця становила 42,2 року. На 100 осіб жіночої статі у місті припадало 107,2 чоловіків;  на 100 жінок у віці від 18 років та старших — 106,5 чоловіків також старших 18 років.
Середній дохід на одне домашнє господарство  становив 102 749 доларів США (медіана — 86 771), а середній дохід на одну сім'ю — 108 793 долари (медіана — 93 333). Медіана доходів становила 62 708 доларів для чоловіків та 42 857 доларів для жінок. За межею бідності перебувало 1,3 % осіб, у тому числі 0,0 % дітей у віці до 18 років та 1,1 % осіб у віці 65 років та старших.
Цивільне працевлаштоване населення становило 991 особа. Основні галузі зайнятості: освіта, охорона здоров'я та соціальна допомога — 22,2 %, виробництво — 18,1 %, науковці, спеціалісти, менеджери — 9,8 %, будівництво — 8,5 %.